# Gli spietati
Gli spietati (Unforgiven) è un film western del 1992 diretto, prodotto ed interpretato da Clint Eastwood e vincitore di 4 Premi Oscar nel 1993. Oltre allo stesso Eastwood, i protagonisti sono Morgan Freeman, Gene Hackman e Richard Harris.
Western realistico e cinico in cui Eastwood ritaglia per sé la parte di un vecchio ex-pistolero, molti anni dopo i suoi primi ruoli di questo genere. Il film ricevette nove candidature agli Oscar, inclusa quella di Miglior attore protagonista per lo stesso Eastwood, e ne vinse quattro, tra i quali Miglior film e Miglior regia; candidato a quattro Golden Globe ne vinse due, per la Miglior regia a Clint Eastwood e per il Miglior attore non protagonista a Gene Hackman. Il film di Eastwood è il terzo western della storia del cinema premiato con l'Oscar di miglior film, dopo I pionieri del West (1931) e Balla coi lupi (1990) di Kevin Costner.
Eastwood dichiarò che Gli spietati sarebbe stato il suo ultimo western, per paura di ripetersi o di copiare il lavoro altrui. Nei titoli di coda, il regista e attore inserisce una dedica particolare, «a Sergio e Don», per ricordare i due maestri che lanciarono la sua carriera e che gli insegnarono ad amare il cinema: Sergio Leone e Don Siegel.
Nel 2004 il film è stato scelto per la conservazione nel National Film Registry della Biblioteca del Congresso degli Stati Uniti. Nel 1998 l'American Film Institute l'ha inserito al novantottesimo posto della classifica dei migliori cento film di tutti i tempi, mentre dieci anni dopo, nella lista aggiornata, è salito al sessantottesimo posto.
Il film ha avuto un remake giapponese nel 2013 diretto da Lee Sang-il, intitolato Yurusarezaru Mono in originale e uscito con il titolo Unforgiven sul mercato americano, con protagonista Ken Watanabe e ambientato durante il periodo Meiji.

## Trama
Big Whiskey, Wyoming, 1880. Dalilah Fitzgerald, una prostituta, viene sfregiata al volto da un teppista noto come Quick Mike, giunto al bordello in compagnia di un giovane amico, Davey Bunting. Mentre il criminale sostiene che la donna ha tentato di derubarlo, un'altra prostituta afferma che il gesto è dovuto al fatto che la ragazza lo avrebbe deriso nel vederlo spogliato. Lo sceriffo del posto, Little Bill Daggett, un ex pistolero tanto irreprensibile e ligio alla legge quanto duro e prevaricatore, dai metodi spesso alquanto spicci e violenti per farla rispettare, impone al bandito di risarcire il titolare del bordello con cinque cavalli, e al suo amico con due, per compensarlo della futura mancanza di introiti a causa del fatto che la sua prostituta, ormai sfregiata, non sarà più appetibile per i clienti. In primavera i due tornano in paese con i cavalli pattuiti, e Davey porta con sé anche la miglior giumenta del branco per farne dono a Delilah; offese, le prostitute li aggrediscono e li cacciano via.
Le prostitute non sono comunque soddisfatte del risarcimento e, capeggiate da Alice, decidono di mettere una ricompensa di 1 000 dollari per l'uccisione dei due banditi, senza curarsi del fatto che in realtà uno dei due non solo è del tutto innocente ma ha addirittura salvato la ragazza fermando l'amico. Lo sceriffo non approva la decisione delle ragazze, impedendo loro di mettere una vera e propria "taglia" ma loro aggirano il divieto facendo mettere in giro la voce della ricompensa, che a loro sembra il solo modo per vedere fatta giustizia.
In seguito all'offerta si presenta in paese una vecchia conoscenza dello sceriffo, Bob l'Inglese, uno spavaldo e ormai anziano bounty killer inglese che viaggia insieme a un curioso biografo personale di nome Beauchamp. L'inglese intimidisce uno degli aiutanti di Little Bill, rifiutandosi di consegnargli le proprie armi come imposto da un'ordinanza, ma viene ben presto scoraggiato e scacciato dal paese dallo sceriffo stesso, che prima di cacciarlo gli infligge un brutale pestaggio pubblico, seguito da una notte in cella (durante la quale scredita la sua carriera da pistolero infallibile, raccontando a Beauchamp di come Bob uccise goffamente e in preda a una sbronza un rivale indifeso, e per un futile motivo di donne). Caricato su un carro con ancora le manette addosso, Bob l'Inglese viene condotto fuori città ed esce di scena ferito nell'orgoglio, maledicendo Little Bill Daggett e l'intera città, prostitute comprese.
Dopo di lui giunge in paese un trio formato dal giovane e inesperto Kid Schofield, aspirante pistolero, arrogante e ansioso di intraprendere il mestiere, e da due anziani e un po' arrugginiti ex-fuorilegge e assassini: William Munny, famoso per i delitti efferati compiuti durante le sue rapine, in cui avevano perso la vita anche vecchi, donne e bambini, e il suo amico e compare afro-americano, Ned Logan. Entrambi hanno ormai completamente cambiato vita da almeno una decina d'anni e sembrano convivere con profonda amarezza e rimorso con il loro atroce passato (da qui, probabilmente, il titolo originale Unforgiven che letteralmente significa non perdonati, come gli stessi giovani sfregiatori che dovranno uccidere). Ned vive con una moglie indiana, mentre Munny si è sposato con Claudia Feathers (la donna citata nel cappello introduttivo al film), si è messo a fare l'allevatore di bestiame in un ranch nel Kansas e ha due piccoli bambini che deve crescere da solo dopo che la moglie – il cui amore lo ha portato a rinnegare l'uomo senza scrupoli che era stato prima e a redimersi – è da poco morta a causa del vaiolo. I gravi problemi economici, però, nonostante l'iniziale riluttanza, li spingono ad accettare questo incarico da bounty killer. Inizialmente, la formazione del trio era stata travagliata: Kid aveva offerto a Will di partecipare alla missione per via del suo rinomato passato, ma non aveva preso per nulla di buon grado l'aggiunta di Ned, e aveva acconsentito solo quando Will gli si era imposto, affermando che per avere lui avrebbe dovuto accettare anche il suo socio. Inoltre, quando Ned aveva scoperto che Kid è affetto da una grave miopia, l'astio del ragazzo era cresciuto ulteriormente.
Arrivati a Big Whiskey durante un temporale, i tre si recano al bordello per incontrare le prostitute e discutere sul da farsi. Mentre Ned e Kid si fanno dare un anticipo in natura dalle ragazze, Will, febbricitante per la lunga esposizione alla pioggia, incontra Little Bill che, scoprendolo armato, lo pesta a sangue come aveva fatto con Bob l'Inglese e lo fa strisciare fuori dal locale, senza tuttavia riconoscerlo come il famoso ex-fuorilegge che in realtà è. Ned e Kid, sentendo il trambusto dal piano di sopra, riescono a scappare e portano Will in una cascina abbandonata. Le prostitute riescono a convincere Little Bill che i tre erano in paese solo di passaggio.
Nei giorni seguenti, Will viene rimesso in sesto da Dalilah. Questa cerca di proporsi per un anticipo a Will, che però rifiuta. Quando Dalilah gli spiega frettolosa e mortificata che non si riferiva a se stessa per l'anticipo ma alle sue colleghe, Will le spiega che vuole restare fedele a sua moglie, senza però specificare che è morta. In seguito Dalilah scoprirà da Alice che Will non ha nessuna moglie, e sempre Alice fa intendere a Dalilah che la moglie di Will è ormai morta.
I tre riescono a soddisfare la sete di vendetta delle prostitute, ma con tragiche conseguenze. Davey Bunting, il più giovane tra i due mandriani e quello tra i due in realtà innocente, viene sorpreso mentre cerca di marchiare un vitello con alcuni compagni e ucciso in una sparatoria da William Munny, dopo che Ned Logan (più abile di lui con le armi a canna lunga) gli aveva ucciso il cavallo, ma si era rifiutato di sparare al ragazzo. Ned, nauseato dall'esecuzione, decide di rinunciare alla missione e di andarsene verso casa ma, catturato sulla strada del ritorno dagli uomini di Little Bill Daggett, viene barbaramente picchiato e torturato, affinché riveli l'identità dei suoi complici e dove essi si trovino. Fedele ai suoi compagni, si rifiuta inizialmente di rivelarne i nomi, poi cede e viene pestato fino a morirne. Il suo cadavere viene quindi esposto in una bara aperta, sulla strada principale del paese, come monito a ogni fuorilegge e assassino con un cartello attaccato alla bara che recita: «Ecco cosa succede agli assassini da queste parti». Lo sceriffo, al corrente del passato di Munny e dei suoi efferati crimini, comincia a organizzare un gruppo di volontari per cercarlo e ucciderlo.
Nel contempo Kid e Munny rintracciano il secondo cowboy (quello che aveva sfregiato la donna, il vero colpevole). Kid lo uccide in un agguato, scoprendo poco dopo come la sua ambizione di diventare un famoso pistolero sia completamente scomparsa, e lo ha lasciato con un profondo e insopportabile rimorso. Mentre svuota freneticamente una bottiglia di Whiskey, confessa a Will di non aver mai ucciso nessuno prima, sebbene durante il viaggio si fosse vantato di aver già commesso cinque omicidi. Scioccato dall'esecuzione che ha appena compiuto, decide di andarsene dopo aver ricevuto insieme a Munny, da una delle prostitute, la ricompensa pattuita. La ragazza informa però i due della sorte toccata a Ned.
È in quel momento che il killer sanguinario e spietato che fu riaffiora: William Munny, dopo aver incaricato Kid di consegnare le parti spettanti a lui e a Ned alle rispettive famiglie, decide di tornare in paese e, giunto nel saloon, solo contro tutti in un'oscura notte di pioggia incessante, massacra lo sceriffo Little Bill Daggett e molti dei suoi aiutanti, con quella freddezza e quella determinazione che gli era in parte mancata nei due omicidi a pagamento per i quali era stato assoldato. Beauchamp, che dopo aver scoperto la verità su Bob l'Inglese aveva deciso di restare con Little Bill, cerca di simpatizzare con Will ponendogli domande su come è solito sparare per uccidere, ma questi lo fa fuggire con una velata minaccia.
Completata la vendetta, William Munny lascia il paese, intimando agli abitanti di fare un bel funerale a Ned e di non maltrattare mai più le prostitute, altrimenti tornerà e li ucciderà tutti.

## Produzione
La sceneggiatura risaliva agli anni '70 e inizialmente fu Francis Ford Coppola che la opzionò per farne un film a metà degli anni '80 e per il ruolo di William Munny era stato scelto l'attore John Malkovich.
Il budget del film è stato di 14400000 $.

### Riprese
Le riprese sono avvenute tra  il 12 agosto e il 5 novembre 1991 in Canada.

## Colonna sonora
Le musiche originali del film sono state composte da Lennie Niehaus, compositore e sassofonista statunitense, e Clint Eastwood, coppia collaudata del cinema americano. I due artisti avevano già collaborato in precedenza nei film: Corda tesa (1984), Per piacere... non salvarmi più la vita (1984), Il cavaliere pallido (1985), Gunny (1986), Bird (1988), Cacciatore bianco, cuore nero (1990), La recluta (1990) e continueranno a collaborare anche dopo "Gli spietati" nei film: Un mondo perfetto (1993), I ponti di Madison County (1995), Potere assoluto (1997), Mezzanotte nel giardino del bene e del male (1997), Fino a prova contraria (1999), Space Cowboys (2000), Debito di sangue (2002), Changeling (2008). Niehaus e Eastwood si erano conosciuti prima della loro collaborazione professionale grazie al musicista e amico comune Jerry Fielding, che aveva scritto le musiche del film Il texano dagli occhi di ghiaccio (1976). L'attività nel campo cinematografico del compositore Niehaus è stata pressoché monopolizzata dalle pellicole dell'attore e regista Eastwood.
La colonna sonora del film è composta da ventiquattro brani inediti raccolti nell'album musicale Unforgiven, titolo originale del film. Il brano più utilizzato nel film e maggiormente apprezzato dalla critica e dal pubblico è Claudia's Theme, eseguito nella sua versione completa durante i titoli di coda della pellicola.
Il tema principale del film è stato usato come musica d'apertura del sesto episodio della serie televisiva Yellowstone.

## Distribuzione
Il film è stato distribuito nelle sale statunitensi il 7 agosto 1992, mentre in Italia dal 19 febbraio 1993.

## Accoglienza

### Incassi
Il film ha incassato 101157447 $ in Nord America e 58000000 $ nel resto del mondo, per un totale di 159157447 $.

### Critica
Sull'aggregatore Rotten Tomatoes, il film riceve il 96% di recensioni professionali positive con un voto medio di 8.80 su 10 basato su 110 recensioni. Su Metacritic, riceve un "consenso universale", con un voto medio di 85 su 100 basato su 33 recensioni.

## Riconoscimenti
- 1993 - Premio Oscar
  - Miglior film a Clint Eastwood
  - Miglior regia a Clint Eastwood
  - Miglior attore non protagonista a Gene Hackman
  - Miglior montaggio a Joel Cox
  - Candidatura Miglior attore protagonista a Clint Eastwood
  - Candidatura Migliore sceneggiatura originale a David Webb Peoples
  - Candidatura Migliore fotografia a Jack N. Green
  - Candidatura Migliore scenografia a Henry Bumstead e Janice Blackie-Goodine
  - Candidatura Miglior sonoro a Les Fresholtz, Vern Poore, Rick Alexander e Rob Young
- 1993 - Golden Globe
  - Migliore regia a Clint Eastwood
  - Miglior attore non protagonista a Gene Hackman
  - Candidatura Miglior film drammatico
  - Candidatura Migliore sceneggiatura a David Webb Peoples
- 1993 - Premio BAFTA
  - Miglior attore non protagonista a Gene Hackman
  - Candidatura Miglior film a Clint Eastwood
  - Candidatura Migliore regia a Clint Eastwood
  - Candidatura Migliore sceneggiatura originale a David Webb Peoples
  - Candidatura Migliore fotografia a Jack N. Green
  - Candidatura Miglior sonoro a Walter Newman, Alan Robert Murray, Les Fresholtz, Vern Poore, Rick Alexander e Rob Young
- 1993 - Chicago Film Critics Association Award
  - Candidatura Miglior attore protagonista a Clint Eastwood
  - Candidatura Miglior attore non protagonista a Gene Hackman
- 1992 - Boston Society of Film Critics Award
  - Miglior film
  - Miglior attore non protagonista a Gene Hackman
  - Migliore fotografia a Jack N. Green
- 1993 - Kansas City Film Critics Circle Award
  - Miglior film
  - Migliore regia a Clint Eastwood
  - Miglior attore non protagonista a Gene Hackman
- 1992 - National Board of Review Award
  - Migliori dieci film
- 1992 - Los Angeles Film Critics Association Award
  - Miglior film
  - Migliore regia a Clint Eastwood
  - Miglior attore protagonista a Clint Eastwood
  - Miglior attore non protagonista a Gene Hackman
  - Migliore sceneggiatura a David Webb Peoples e Roger Avary
- 1992 - New York Film Critics Circle Award
  - Miglior attore non protagonista a Gene Hackman
  - Candidatura Migliore regia a Clint Eastwood
  - Candidatura Miglior attore protagonista a Clint Eastwood
- 1993 - American Cinema Editors
  - Miglior montaggio a Joel Cox
- 1994 - Awards of the Japanese Academy
  - Candidatura Miglior film straniero
- 1993 - Directors Guild of America
  - DGA Award a Clint Eastwood, David Valdes, Bob Gray, Scott Maitland, Bill Bannerman e Jeffrey Wetzel (Assistenti Registi)
- 1993 - Edgar Award
  - Candidatura Migliore sceneggiatura a David Webb Peoples
- 1993 - Fotogramas de Plata
  - Miglior film straniero a Clint Eastwood
- 1993 - Hochi Film Award
  - Miglior film straniero a Clint Eastwood
- 1994 - Kinema Junpo Award
  - Miglior film straniero a Clint Eastwood
- 1993 - London Critics Circle Film Award
  - Film dell'anno
- 1994 - Mainichi Film Concours
  - Miglior film straniero a Clint Eastwood
- 1993 - National Society of Film Critics Award
  - Miglior film
  - Migliore regia a Clint Eastwood
  - Miglior attore non protagonista a Gene Hackman
  - Migliore sceneggiatura a David Webb Peoples
  - Candidatura Miglior attore protagonista a Clint Eastwood
  - Candidatura Migliore fotografia a Jack N. Green
- 1993 - Nikkan Sports Film Award
  - Miglior film straniero
- 1993 - Sant Jordi Award
  - Miglior film straniero a Clint Eastwood
- 1993 - Western Heritage Award
  - Bronze Wrangler
- 1993 - Western Writers of America
  - Migliore sceneggiatura a David Webb Peoples
- 1993 - Writers Guild of America
  - Candidatura WGA Award a David Webb Peoples

## Remake
Nel 2013 viene distribuito il remake giapponese del film, Yurusarezaru mono, scritto e diretto da Lee Sang-il e interpretato da Ken Watanabe. Il film è stato proiettato fuori concorso e in anteprima mondiale durante la 70ª edizione della Mostra internazionale d'arte cinematografica di Venezia.